# Mikako Ichikawa
Mikako Ichikawa (市川 実日子)? (Tokyo, 13 giugno 1978) è un'attrice e modella giapponese.

## Biografia
Grazie alla sorella maggiore Miwako Ichikawa già inserita nella moda è entrata in tale mondo da adolescente, nel 1994 è diventata modella sotto contratto per il magazine di moda Olive. Nel 1998 ha debuttato come attrice nel cortometraggio How to Jujutsu di Takashi Homma.

## Filmografia
- Blue, regia di Hiroshi Ando (2001)
- Lovers' Kiss, regia di Ataru Oikawa (2003)
- Cutie Honey, regia di Hideaki Anno (2004)
- Ima, ai ni yukimasu, regia di Nobuhiro Doi (2004)
- Ranpo jigoku, regia di Suguru Takeuchi, Hisayasu Satō, Atsushi Kaneko e Akio Jissōji (2015)
- Memories of Matsuko, regia di Tetsuya Nakashima (2016)
- Kisshō Tennyo, regia di  Ataru Oikawa (2007)
- Rentaneko, regia di Naoko Ogigami (2012)
- Bokutachi no Kazoku, regia di Yuya Ishii (2014)
- Jinsei no Yakusoku, regia di Kan Ishibashi (2016)
- Museum, regia di Keishi Ōtomo (2016)
- Shin Godzilla, regia di Hideaki Anno (2016)
- The Tokyo Night Sky Is Always The Densest Shade of Blue, regia di Yūya Ishii (2017)
- Il terzo omicidio, regia di Hirokazu Kore'eda (2017)
- Narratage, regia di Isao Yukisada (2017)
- Hitsuji no Ki, regia di Daihachi Yoshida (2018)
- Yokogao, regia di Kōji Fukada (2019)
- Shin Kamen Rider, regia di Hideaki Anno (2023)

### Cinema
- Hikari to tomo ni Jiheishouji wo kakaete - serie TV (2004)
- Atsuhime - serie TV (2008)
- Samurai High School - serie TV (2009)
- Come Come Everybody - serie TV (2021-2022)